# Storsyrien

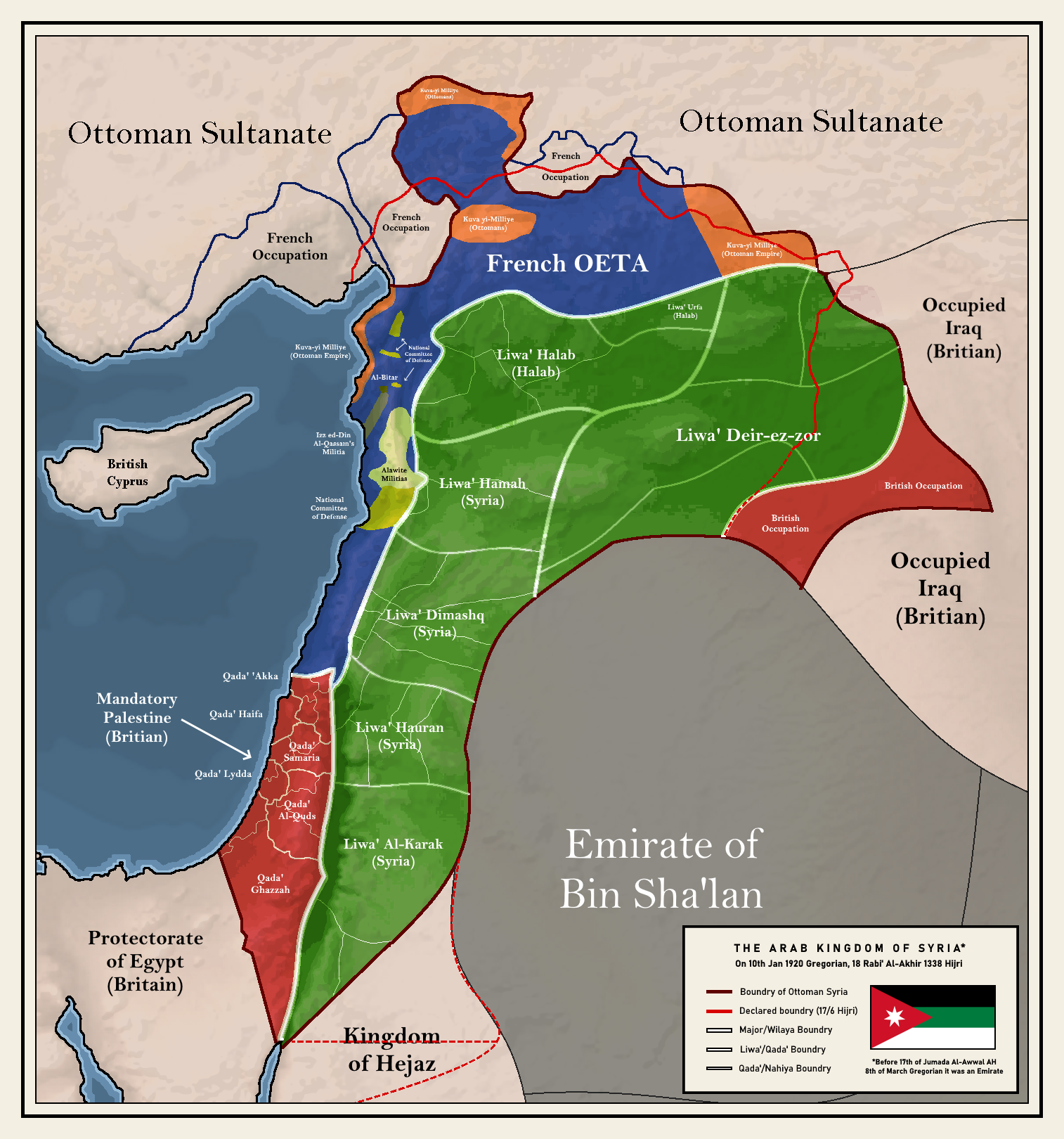
Arabiska Kungadömet Syrien.

Arabiska Kungadömet Syriens flagga.

Storsyrien eller Arabiska Kungadömet Syrien var en stat som styrdes av en egen regering mellan mars 1920 och juli 1920 med Damaskus som huvudstad. Storsyrien omfattade ett mycket större område än dagens Syrien; ungefär dagens Syrien, Libanon, Jordanien och Israel, med Damaskus som huvudstad. På arabiska hade området under 1800-talet och början av 1900-talet kallats för Bilad al-Sham eller al-Sham. Ordet Storsyrien har - med olika tolkningar av vad som borde ingå - varit ett viktigt begrepp inom politiken i Mellanöstern även långt efter 1920.   
I det nybildade Storsyrien utgjorde arabisktalande muslimer den stora majoriteten.  Det fanns även grupper med andra religioner: kristna, judar, druser med flera.  Det osmanska riket hade inom vissa gränser varit ett multietniskt område som tolererade även andra religioner än islam så länge som företrädare för andra religioner inte försökte utöva någon politisk makt.

## Historia
När första världskriget bröt ut 1914 ställde sig det Osmanska riket på Tysklands  sida för att skydda sig mot arvfienden Ryssland
När det osmanska riket  i början av första världskriget försökte angripa Suezkanalen blev detta ett mycket allvarligt militärt hot mot Storbritannien. Om Suezkanalen stängdes för transporter från de brittiska kolonierna i Asien skulle det bli mycket svårt för Storbritannien att vinna kriget mot Tyskland.  Brittiska diplomater sökte därför nya allierade i kampen mot Tyskland och det Osmanska riket. Britterna fann en allierad i arabiska nationalister och den stora Hashim-klanen som då styrdes av emiren i Mecka, Hussein ibn Ali.
Husseins fyra söner - Ali, Abdulla, Faisal och Zaid - engagerades i ett arabiskt uppror mot osmanerna. Henry McMahon, brittisk high commissioner i Egypten, och Hussein ibn Ali hade 1915-1916 genom brevväxling ingått det så kallade McMahon-Husain-avtalet i vilket utlovades Storbritanniens stöd i upproret och bildandet av en arabisk stat med Damaskus som huvudstad. Redan efter 3 månader fick upproret stora problem på grund av rebellerna hade för få och mycket omoderna vapen. Osmanernas armé var mycket bättre utrustad, deras artilleri kunde nå upp till 9 kilometer. Den verklige ledaren för upproret blev Husseins tredje son Faisal. Britterna anföll från havet med kanoner men det hade inledningsvis ingen avgörande verkan. Britterna skickade en ung arabisktalande officer, T. E Lawrence (senare även kallad Lawrence av Arabien), som hade som huvuduppgift att hitta en arabiska ledare som hade potential att leda upproret till framgång.
Lawrence rekommenderade den brittiska överbefälhavaren i Egypten att och utrusta Faisal:s styrkor med fler vapen och experter på dessa vapen. De flesta vapen som levererades var dock  inte av senaste modell, till ex brittiska gevär av årsmodell 1870. Med förbättrat ledarskap, ny taktik, mer och bättre vapen lyckades Faisals reguljära armé och ett varierande antal frivilliga, upp till mer än 10 000, i irreguljära styrkor - som delvis rekryterades lokalt - erövra stora områden mellan Jeddah vid Röda havet och Damaskus. Taktiken gick ut på att undvika stora fältslag där osmanerna hade stor fördel av sitt modernare artilleri och i stället tvinga osmanerna att sprida ut sina styrkor. De ökenvana araberna kunde snabbt  förflytta mindre militära styrkor(på kameler och hästar) och göra överraskande anfall på många platser. Det brittiska imperiet bidrog efterhand med en del modernare vapen såsom kulsprutor och  några pansarbilar samt stödde Faisal med spaningsflyg.
Under 20 månader av hårda strider avancerade den det arabiska upprorets norra armé norrut. Parallellt med detta hade det skett hårda strider mellan det Brittiska Imperiets trupper och det osmanska rikets trupper i Palestina något som tvingade de osmanska trupperna att retirera norrut. I mitten av september 1918 sammanstrålade det arabiska upprorets norra armé  under befäl av Faisal med det brittiska imperiets styrkor i en liten by som idag ligger i det sydvästra hörnet av Syrien. General Barrows styrkor bestod till stor del av indiska soldater, Indien var en engelsk koloni på den tiden. General Chauvals styrkor bestod till stor del av australier.
Det utarbetades en gemensam plan för anfall mot Damaskus. Den södra delen av det osmanska riket hade under många år styrts från Damaskus. Administrativt var Damaskus på den tiden en mycket större och viktigare stad än Jerusalem. Den 1 oktober 1918 inringades Damaskus av brittiska trupper, det arabiska upprorets norra armé under Faisal samt irreguljära arabiska styrkor under befäl av tre stamledare. Denna militära övermakt ledde till att de turkiska och tyska trupperna i Damaskus gav upp mycket snabbt och lämnade Damaskus. Den 3 oktober gjordes ett gemensamt arabiskt-brittiskt triumfartat intåg i staden. Den 3-delade flagga som var symbolen för den arabiska revolten var redan hissad på stadshuset när Lawrence anlände.En provisorisk arabisk regering bildades omedelbart och Faisal utropades till kung för det Arabiska kungadömet Syrien. Vid en nationalkongress i Damaskus i mars 1920 bekräftades att Faisal valts till kung i Syrien.
Bildandet av ett stort arabiskt Storsyrien ogillades av Frankrike och Storbritannien. De hade 1916 i hemlighet ingått ett avtal, Sykes-Picot-avtalet, som innebar att det inte skulle bildas någon stor arabisk, självständig stat när Tyskland och det Osmanska riket besegrats. I stället skulle de områden som erövrats från det osmanska riket delas mellan Frankrike och Storbritannien. Frankrike skulle få bestämma över den norra delen (Syren och Libanon), Storbritannien skulle få bestämma söder och väster om Libanon. Frankrike och Storbritannien skulle genom detta säkra ett stort inflytande över området. Dessutom hade Storbritannien i Balfourdeklarationen (1917) lovat stöd åt sionismen. Denna deklaration spriddes till judar i hela världen för att judarna skulle stödja Storbritannien i kriget mot Tyskland.
För att stoppa etableringen av ett självständig arabiskt Storsyrien skickades franska trupper, utrustade med moderna kanoner,  till Damaskus som de intog 24 juli 1920. Islaget vid Maysalun besegrades den syriska armén. Det medförde att Syrien och Libanon blev franska kolonier. Faisal utvisades från Syrien av fransmännen och tog sin tillflykt till Storbritannien. Något år senare blev Faisal med brittiskt stöd kung i Irak.
Faisal:s bror Abdullah ibn Hussein blev med brittiskt stöd emir av Transjordanien.  Nationernas Förbund godkände 1922 gränserna mellan de områden som avskildes från det Osmanska riket, Syrien, Libanon, det brittiska mandatet Israel-Palestina, Transjordanien samt gränsen mot Saudiarabien.  
Enligt den svenske översättarens inledning till T. E Lawrence bok Uppror i öknen blev Lawrence oerhört bitter över hur det arabiska upproret slutade. Lawrence hade enligt hans översättare  "drömt  om om ett stort fritt arabiskt rike från Jemen till Aleppo och från Sinai till  Bagdad ... Av Lawrence storhetsdrömmar för araberna blev ingenting kvar."
Upproret hade dock stor strategisk betydelse för utgången av första världskriget,  en stor del av den osmanska armén i regionen bands i konflikter med den Arabiska revolten istället för att användas i strider med den Brittiska och Franska armén längs Medelhavskusten. Genom att viktiga muslimska ledare gick med i kriget på engelsmännens sida förebyggdes en stor panislamistisk resning mot engelsmännen.